# Mo (Modalen)
Mo es el centro administrativo del municipio de Modalen, provincia de Hordaland, Noruega. Se asienta en la desembocadura del río Moelva, el cual termina en el Romarheimsfjorden. Tiene alrededor de 100 habitantes, es sede de la iglesia de Mo y del concejo municipal.

## Transportes
Hasta 1976 no había caminos hacia el pueblo, año en el cual se construyó el túnel Modalen. Este cruza las montañas del valle de Eksingedalen en Vaksdal. Una nueva vía fue construida en 1996 y conecta Mo con Lindås.

## Galería
|              |
| Vista al sur |

|                |
| Vista al norte |

|               |
| Iglesia de Mo |